# Bassanne
Bassanne egy francia település Gironde megyében az Aquitania régióban. Lakosainak száma 131 fő (2022. január 1.). Lakosait Bassannois-nak nevezik.

## Adminisztráció
Polgármesterek:
- 2001–2014 Gerard Loubet
- 2014–2020 Richard Gauthier

## Demográfia
| Lakosok száma | 113  | 104  | 92   | 82   | 94   | 111  | 120  | 131  | 131  | 131  |
|               | 1968 | 1982 | 1990 | 2006 | 2013 | 2015 | 2017 | 2019 | 2020 | 2022 |

## Látnivalók
- XIII. századi malom
- Saint-Pierre templom
- A Garonne-csatorna hídja

## Galéria

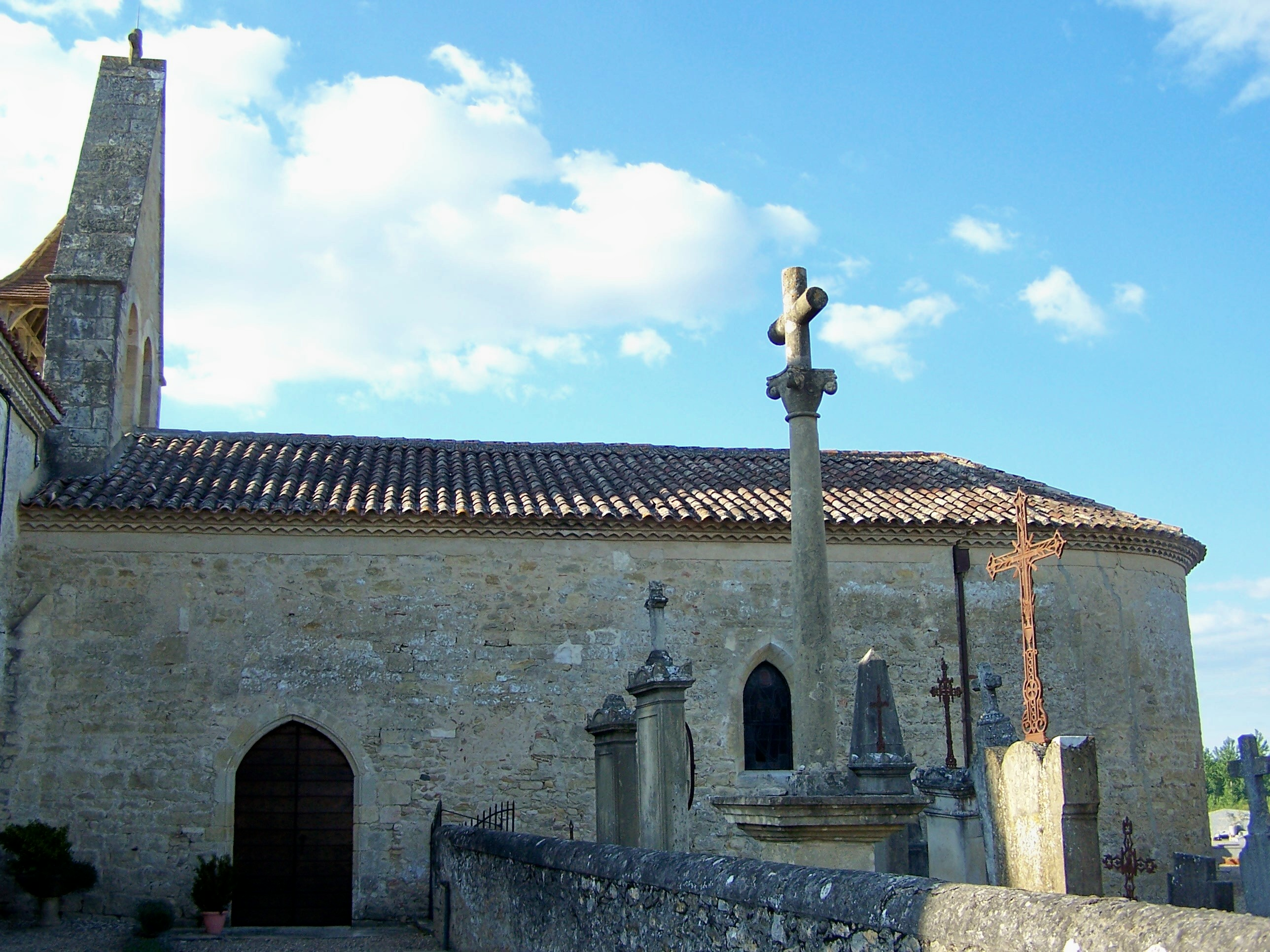
Templom
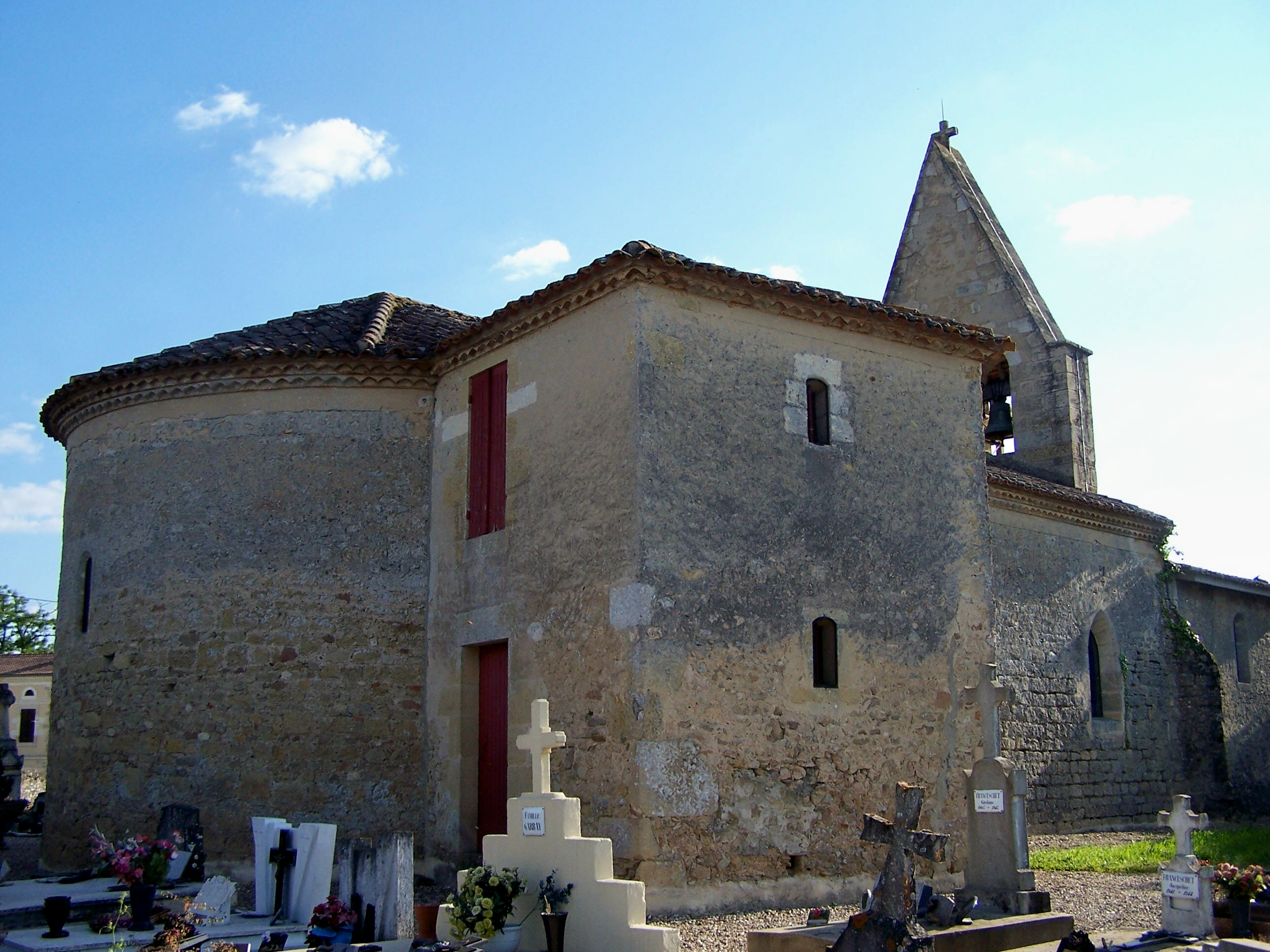
Templom
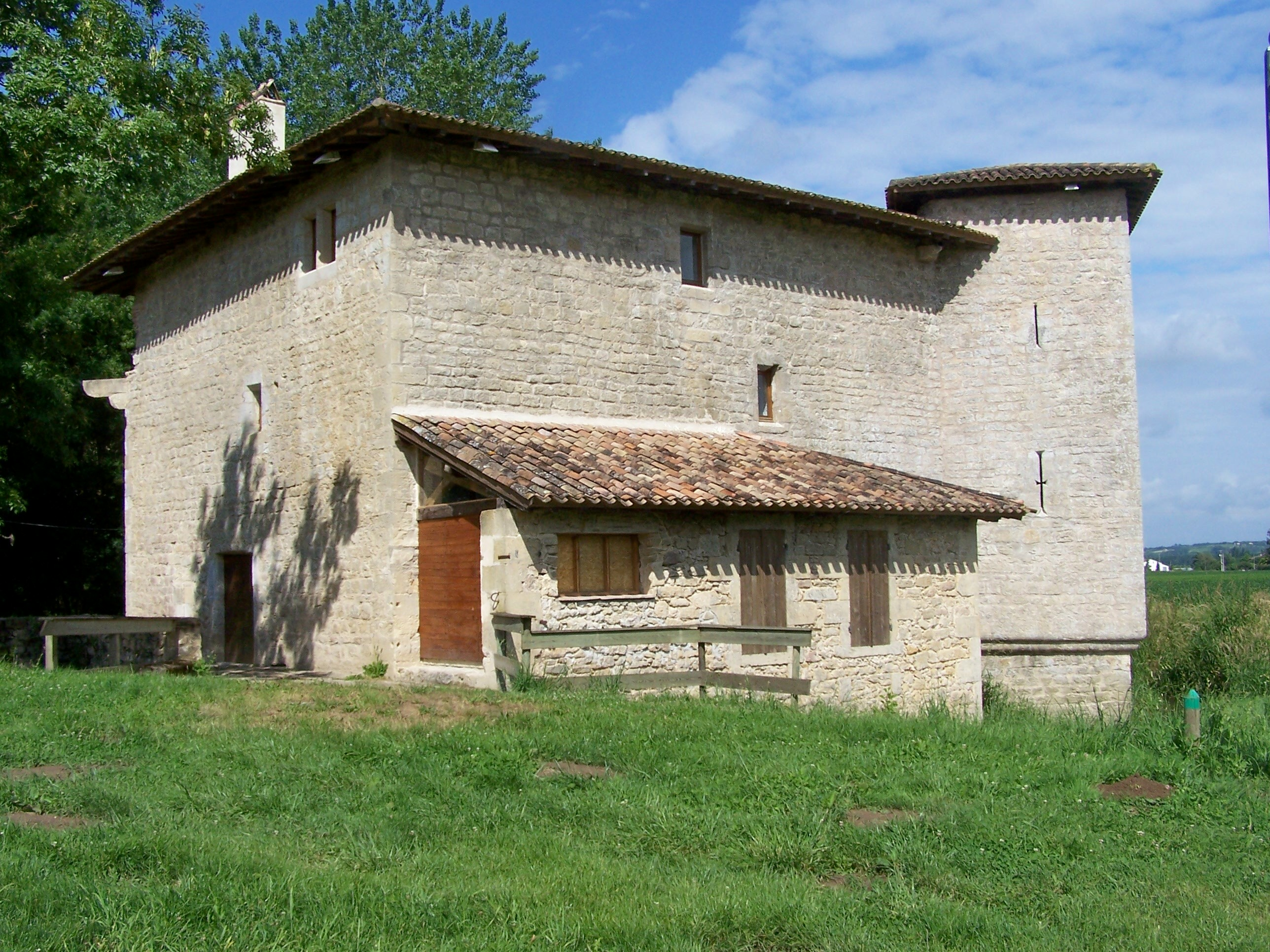
Malom
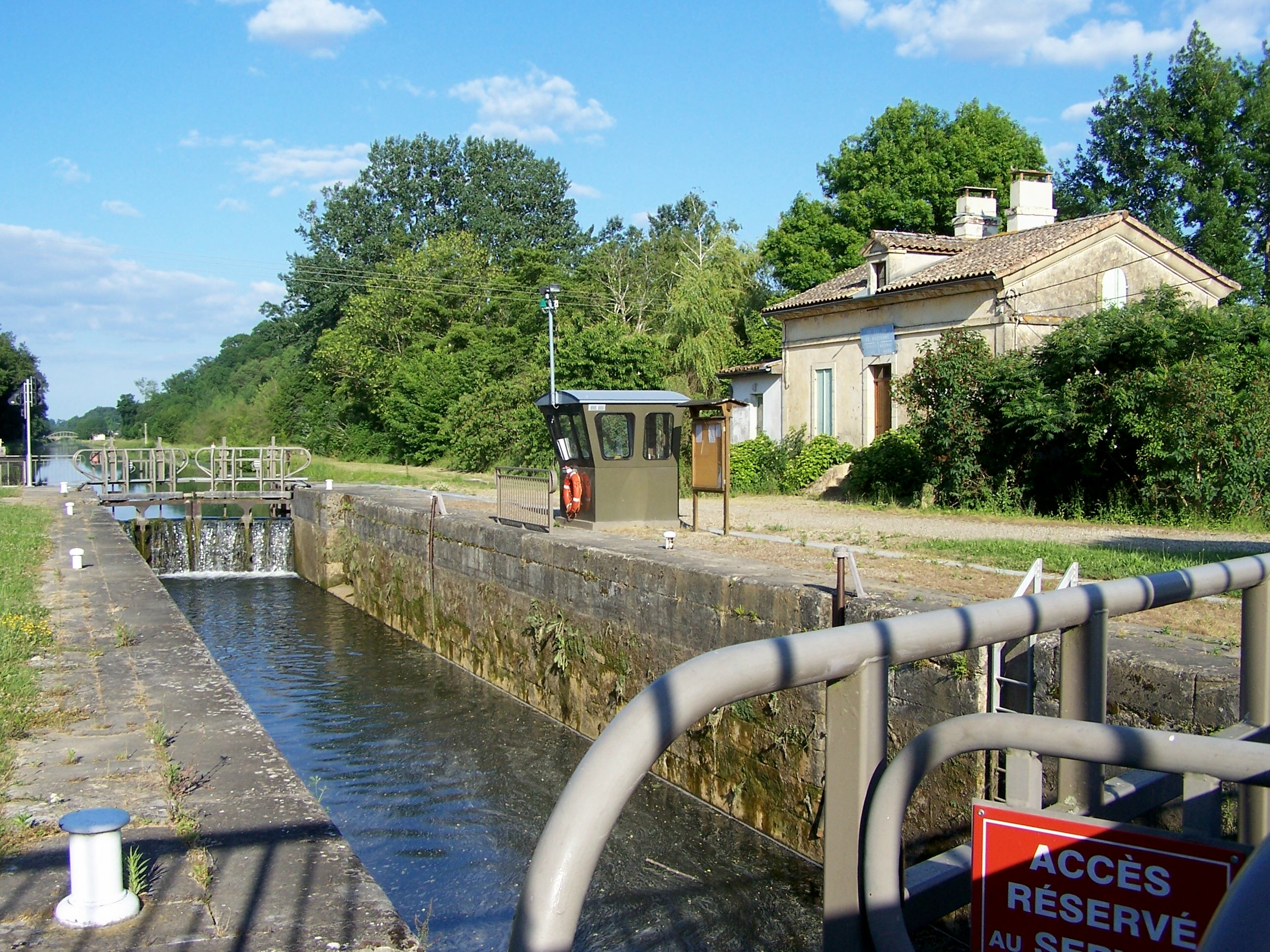
Híd
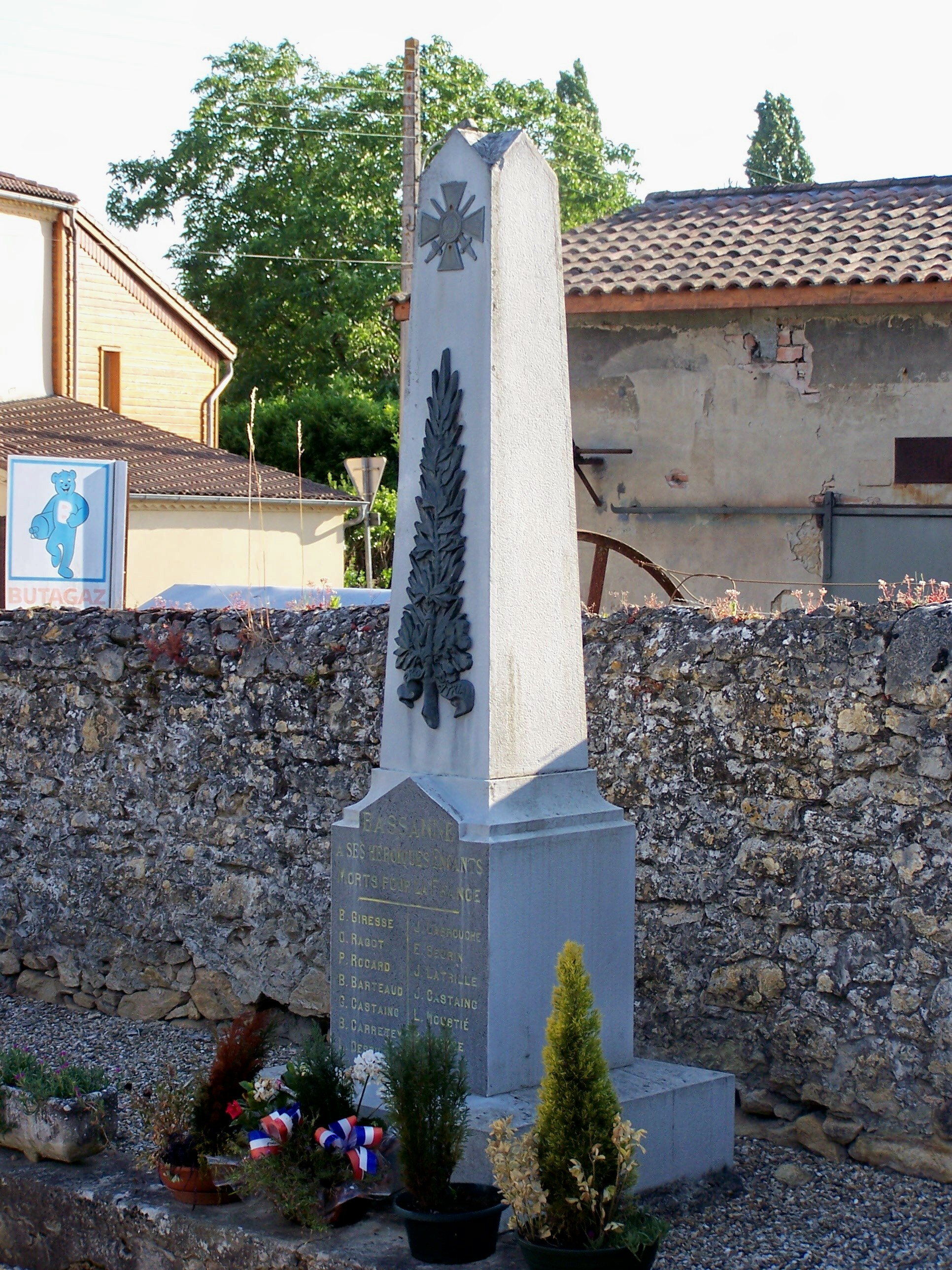
Háborús emlékmű